# Team Hoyt

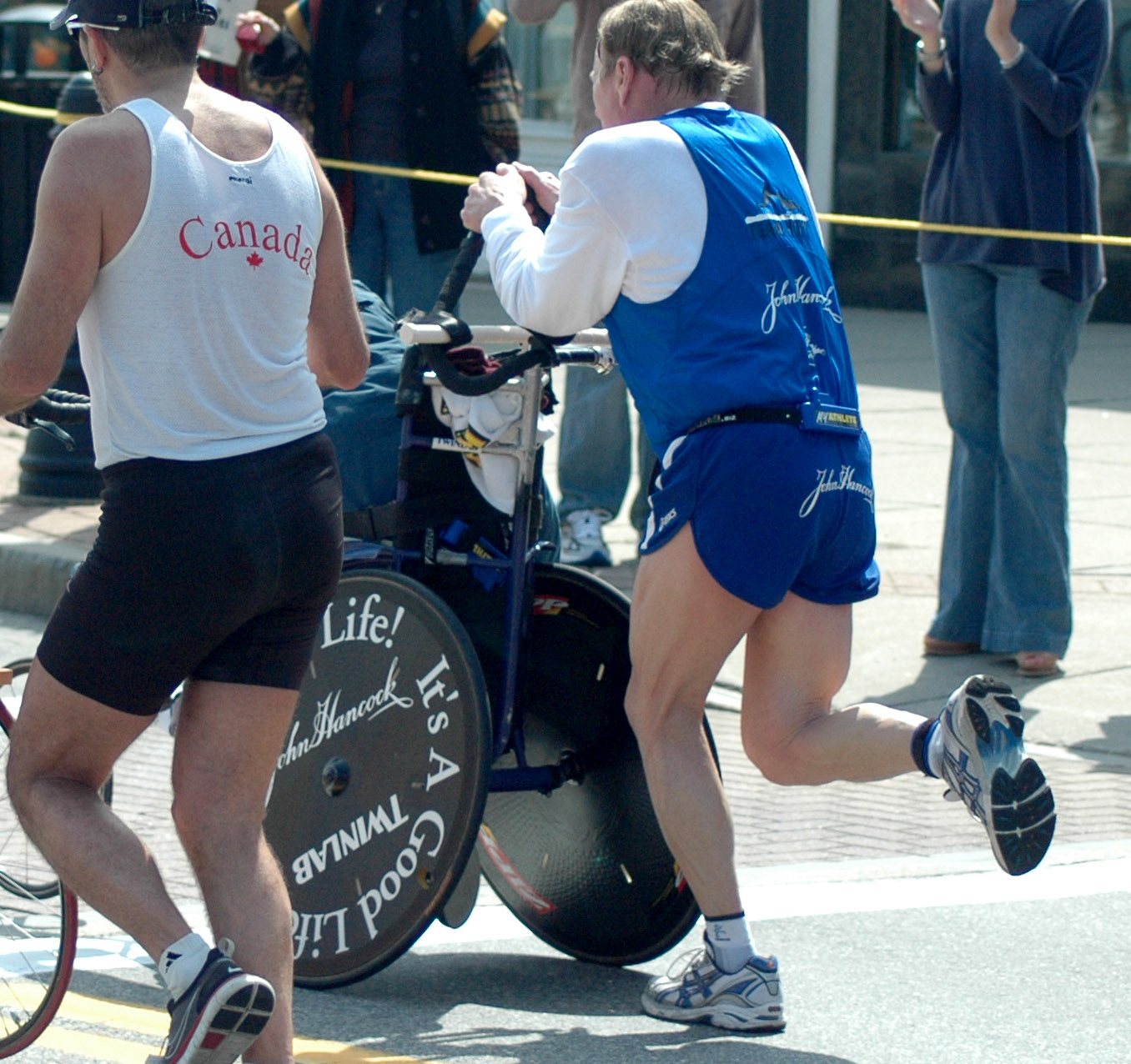
Team Hoyt under 2008 års Boston Marathon, nästan halvvägs genom loppet i Wellesley.

Team Hoyt var en fader (Dick Hoyt, född 1 juni 1940, död 17 mars 2021) och son (Rick Hoyt, född 10 januari 1962, död 22 maj 2023) från Holland, Massachusetts i USA, som tävlade tillsammans i olika atletiska sammanhang som maraton och triatlon. Rick hade cerebral pares och Dick drog Rick i en speciell båt när de simmade, bar honom i en speciell stol frampå cykeln, och puttade på honom i en speciell rullstol när de sprang.

## Rick Hoyts födsel och uppväxt
Rick Hoyt diagnostiserades med cerebral pares vid födseln efter att hans navelsträng vreds runt hans nacke vilket blockerade flödet av syre. Som ett resultat av detta kan inte hans hjärna skicka rätt signaler till hans muskler. Många doktorer uppmuntrade Hoyts föräldrar att lägga in honom på sjukhus och informerade dem om att han inte skulle vara mer än en "grönsak". Hans föräldrar höll sig till att Ricks ögon skulle följa dem runt rummet, vilket gav dem hopp om att han i framtiden skulle kunna kommunicera. Föräldrarna tog varje vecka Rick till barnsjukhuset i Boston, där de träffade en doktor som uppmuntrade dem att behandla Rick som ett vanligt barn. Hans mor Judy spenderade timmar varje dag med att lära Rick alfabetet, och han lärde sig snart alfabetet.
Vid elva års ålder fick Rick efter visst framhärdande från sina föräldrar en dator som gjorde att han kunde kommunicera och detta gjorde det klart för andra att Rick var intelligent. Med denna kommunikationsutrustning kunde Rick även börja på allmän skola för första gången.
Rick tog examen vid Boston University 1993 med en grad i specialutbildning och arbetade senare på Boston College i ett datalaboratorium med att hjälpa till att utveckla system för att underlätta kommunikation och andra uppgifter för handikappade personer.

## Team Hoyt
1977 började Team Hoyt, efter att Rick inspirerats av en artikel om racing som han såg i en tidning. Dick Hoyt var inte en löpare och var närmare 37 år gammal. Efter deras första lopp sa Rick att "Pappa, när jag springer känns det inte som att jag är handikappad." Efter deras första lopp på fem engelska mil började Dick springa varje dag med en säck cement i rullstolen eftersom Rick var i skolan och studerade och kunde inte träna med honom. I februari 2008 hade de tävlat i 958 olika uthållighetstävlingar, och däribland 65 maraton och sex Ironman. De hade sprungit Boston Marathon 25 gånger.
De tävlar även i triatlon där Dick puttar på Rick under löpningen, där Rick sitter i en båt som Dick drar med ett rep som är fäst på hans kropp, och där Rick åker längst fram på en specialdesignad tandemcykel under cykeldelen.